# Sebastian Kollar
Sebastian Kollar (* 23. Februar 1987) ist ein ehemaliger Schweizer Fussballspieler.

## Karriere
Der Mittelfeldspieler kam 2006 von Concordia Basel zum FC Zürich. Hier kam er zu mehreren Einsätzen in der ersten Mannschaft und erzielte unter anderem das 1:0 im UEFA-Cup gegen Empoli. Er war auch Mitglied der U21-Nationalmannschaft der Schweiz.
Nach einem halbjährigen Engagement auf Leihbasis beim FC Wil wurde Sebastian Kollar im Sommer 2008 vom FC Zürich an den FC St. Gallen ausgeliehen. Sein Leihvertrag mit St. Gallen war zunächst für ein halbes Jahr angelegt und verlängerte sich bis Dezember 2009. Nachdem Kollar wegen eines Risses der Quadrizepssehne im Oberschenkel die komplette Hindrunde 2009/10 ausfiel, verlängerte St. Gallen die Leihvereinbarung nicht mehr. Somit kehrte er im Januar 2010 zum FC Zürich zurück. Dort beendete er nach wenigen Spielen in der zweiten Mannschaft der Stadtzürcher seine Karriere.